# Почётные граждане Уральска
Почётные граждане Уральска — люди, которым присвоено звание почётного гражданина Уральска.

## Список почётных граждан
1. Ажгулов, Мухтар
2. Антоний (Москаленко)
3. Акмурзин Сарсен Акмурзиевич
4. Арстангалиев, Каиржан Каиржанович
5. Атоян, Пётр Александрович
6. Бактыгереева, Акуштап
7. Букаткин, Павел Романович
8. Бученко, Петр Васильевич
9. Гапич, Иван Степанович
10. Гора, Александр Александрович
11. Джубаев, Сергей Шугаевич
12. Есипенко, Илларион Тимофеевич
13. Ермукатова, Калида Айткуловна
14. Жайсан, Акбай
15. Жакупов, Кабилолла Кабенович
16. Жексенбаев, Шакир
17. Жумагалиев, Бисен Жумагалиевич
18. Иконников, Пётр Степанович
19. Ипмагамбетов, Амиргалий Мендигереевич
20. Искалиев, Нажамеден Ихсанович
21. Кажгалиев, Шамгон Сагиддинович
22. Камалов, Сухан Максутович
23. Кирсанов, Александр Васильевич
24. Кужекова, Роза Лукьянова
25. Мачевский, Михаил Яковлевич
26. Мукатаев, Вениамин Кадырович
27. Мулдашев, Каиргали Мулдашевич
28. Мурзагалиева, Марина Мухамедовна
29. Мустафин, Кубей
30. Потиченко, Александр
31. Набиуллин, Жангали
32. Нафигов, Рафик Измаилович
33. Рахметова, Гарифа Мажитовна
34. Рысбеков, Туякбай Зеитович
35. Сатаев, Зекеш Сатаевич
36. Сафин, Хамза Абдрахманович
37. Сеитов, Сагингали Сеитович
38. Семёнов, Пётр Никифорович
39. Смагулов, Нургали Балдакбайулы
40. Суюншалиев, Хангали Жумашевич
41. Чесноков, Николай Григорьевич
42. Турсынова Ляна Алексеевна